# سلام نام من هست…
سلام نام من هست... (انگلیسی: Hello My Name Is...) یک آلبوم استودیویی اثر بریجیت مندلر است.
این آلبوم در سال ۲۰۱۱ ضیط و در تاریخ ۲۲ اکتبر ۲۰۱۲ توسط شرکت هالیوود رکوردز منتشر شده است.

## آهنگ‌ها
- Ready or Not"
- Forgot to Laugh
- Top of the World
- Hurricane
- City Lights
- All I See Is Gold
- The Fall Song
- Love Will Tell Us Where to Go
- Blonde
- Rocks at My Window
- ۵:۱۵
- Hold On for Dear Love